# Кре-дю-Ван
Кре-дю-Ван (фр. Creux du Van) — естественная живописная кресловина. Расположена в горном массиве Юра на границе кантонов Во и Невшатель. Вертикальный скальный обрыв высотой 160 метров окружает глубокую долину шириной 1,4 км и длинною в 4 км.

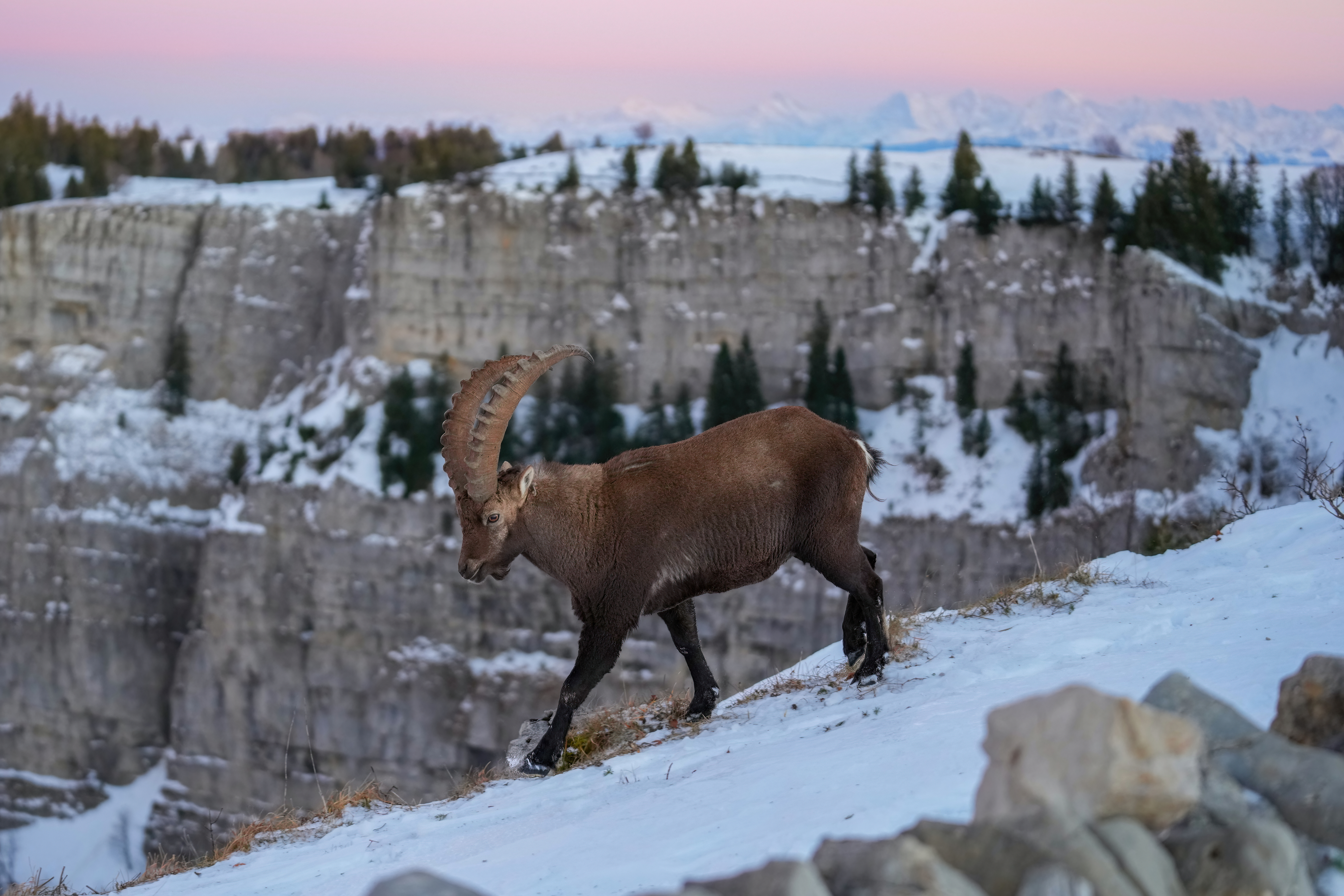
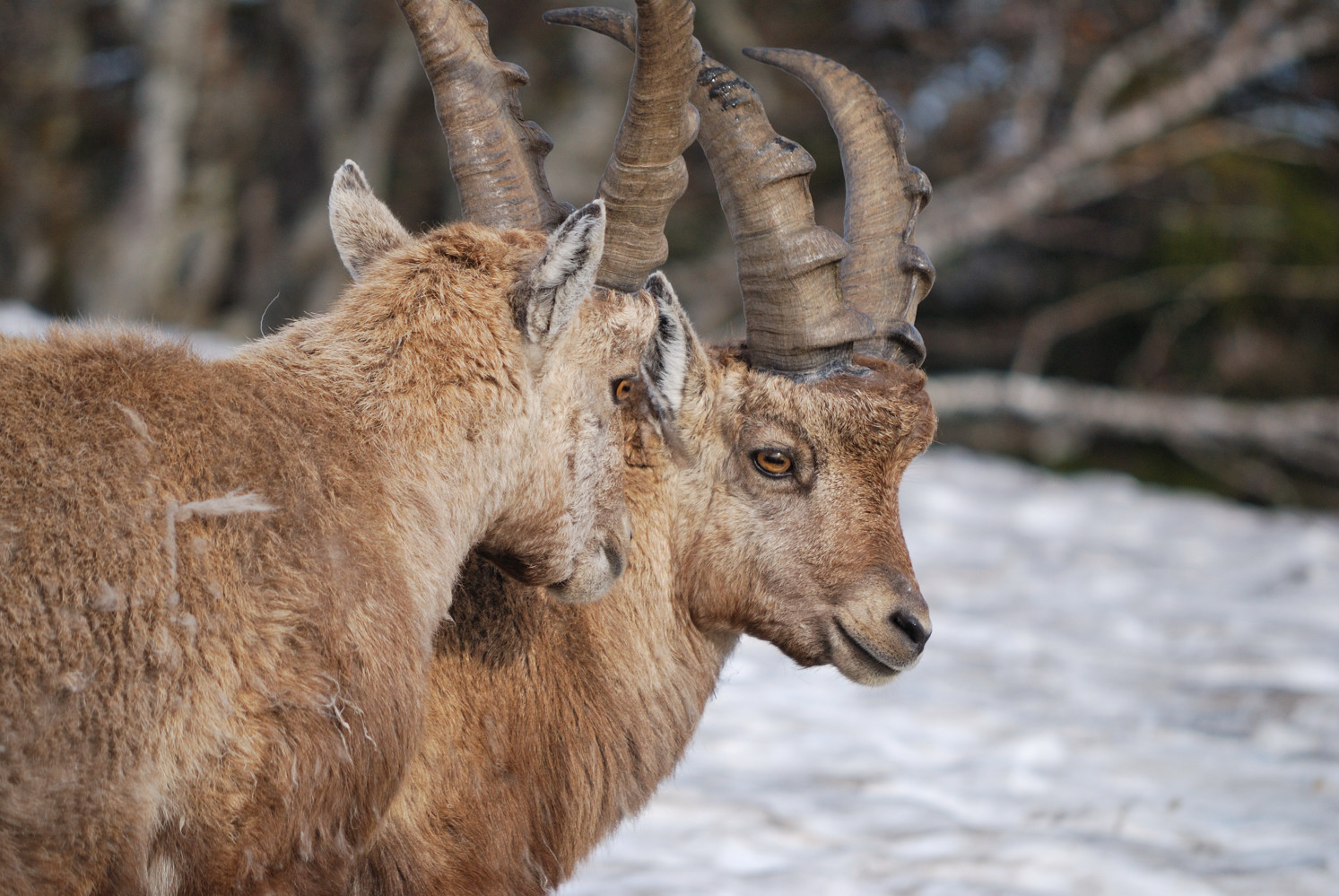
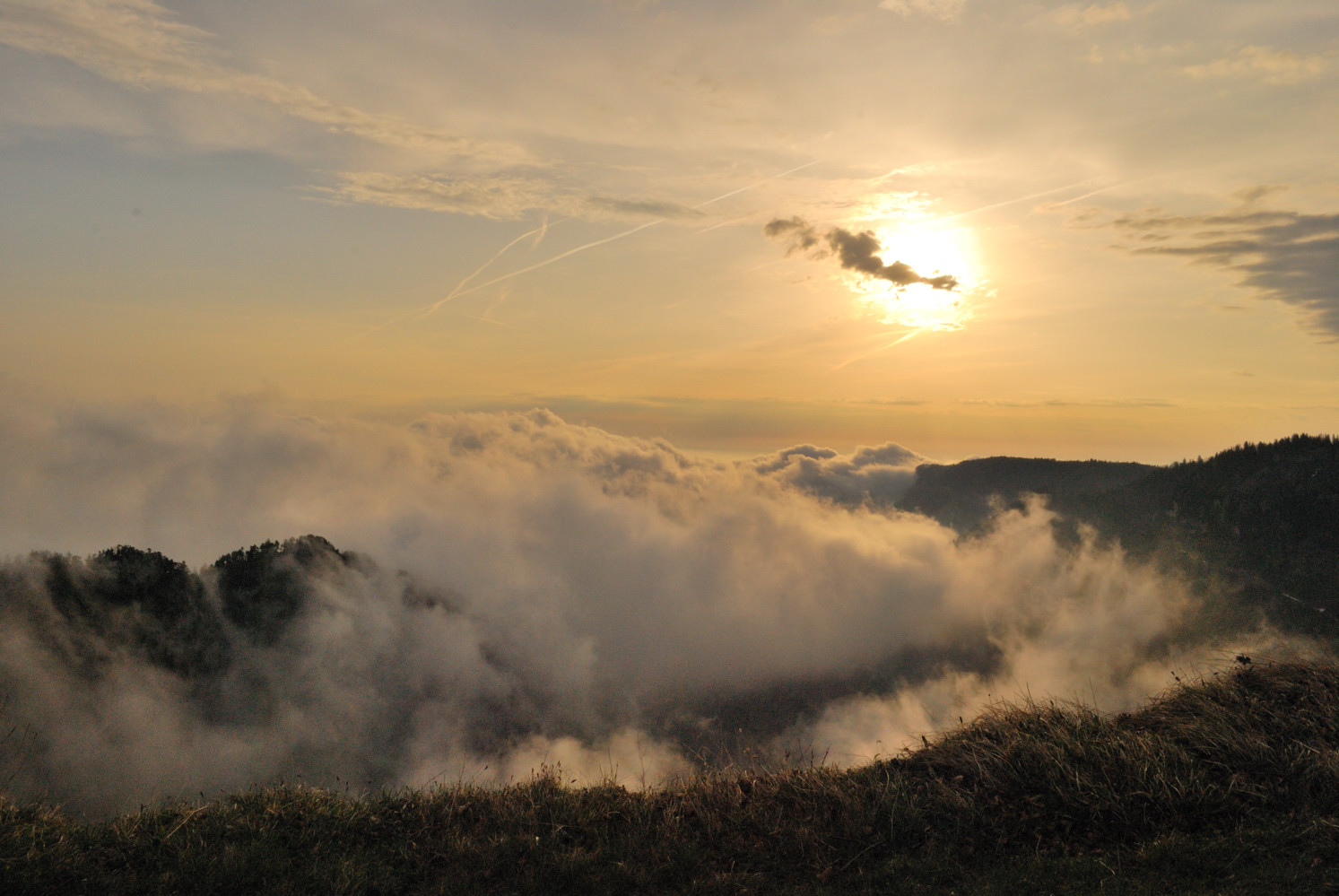